# Navire de sauvetage de sous-marin

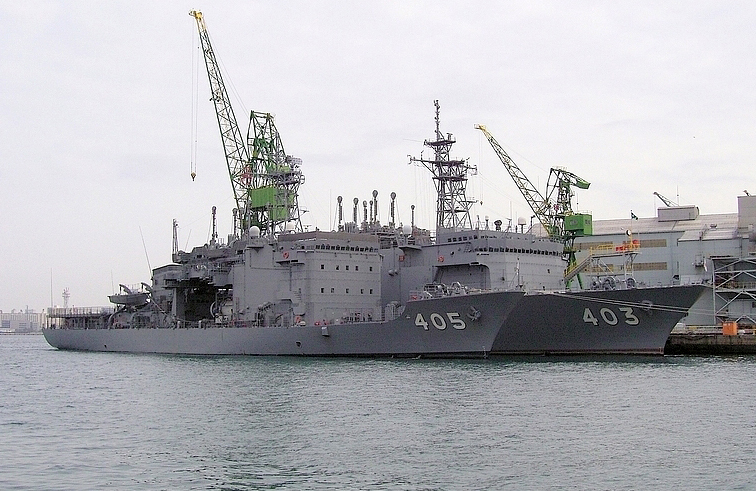
Japan Maritime Self-Defense Force Chiyoda (gauche) et Chihaya (droite)

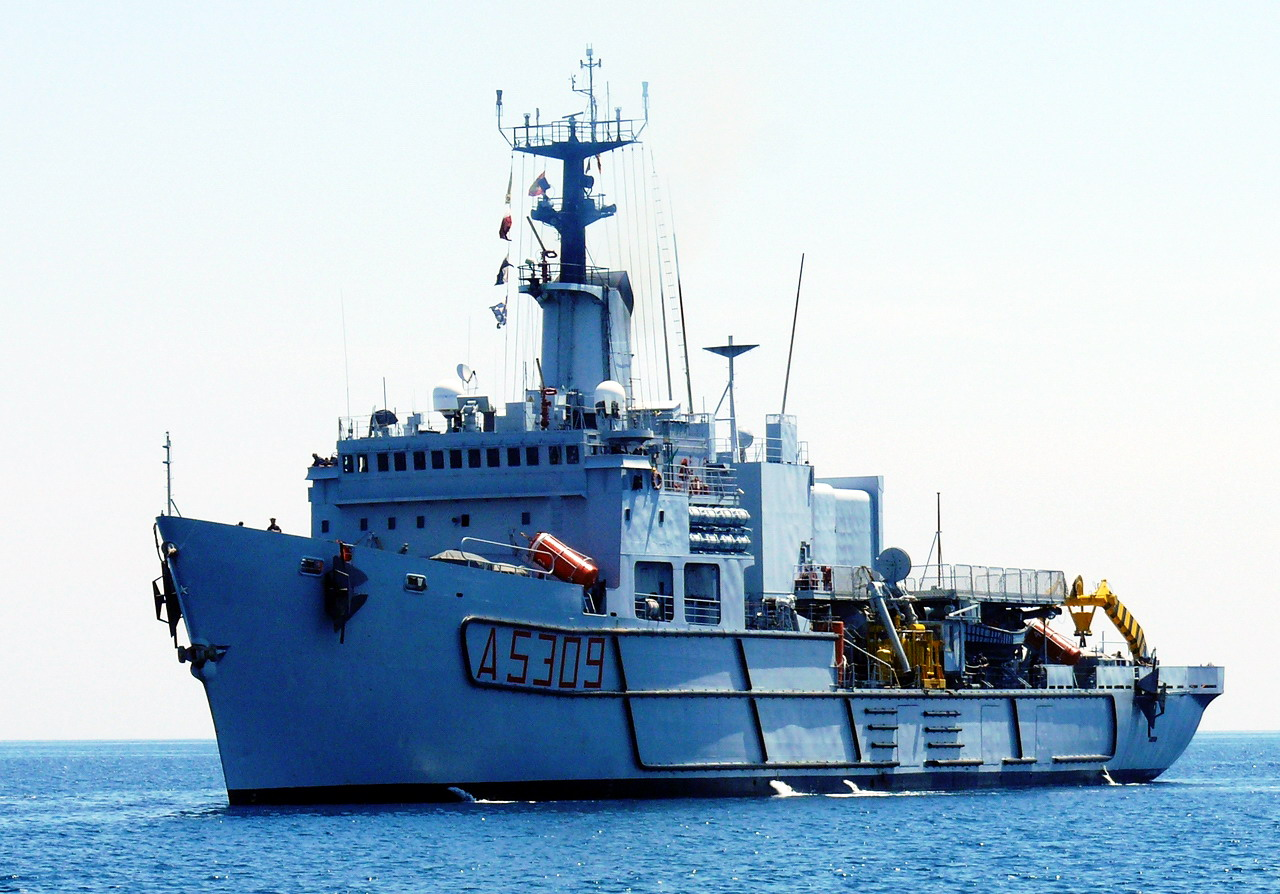
Anteo (A 5309) de la marine italienne

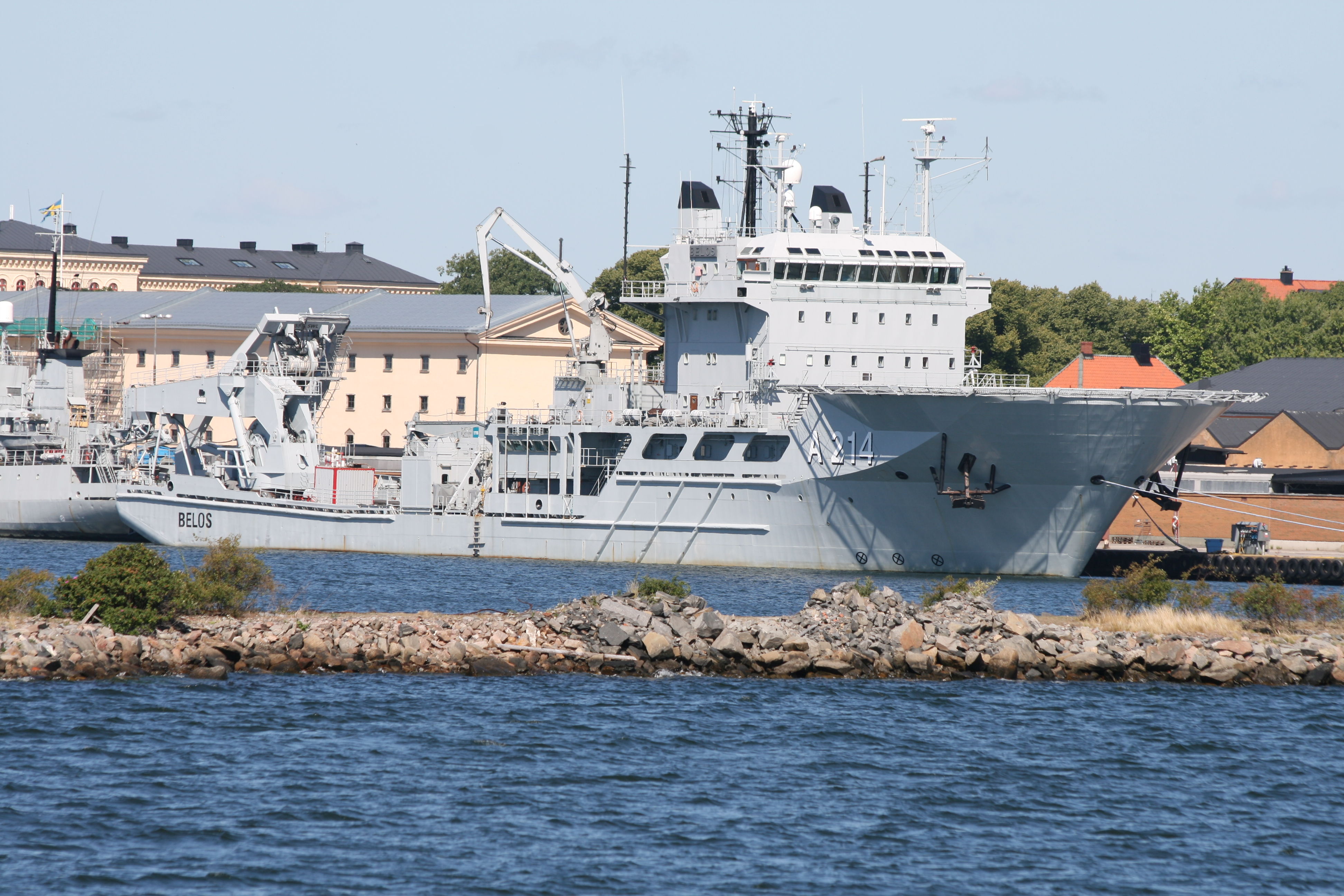
HSwMS Belos (A214) de la marine suédoise

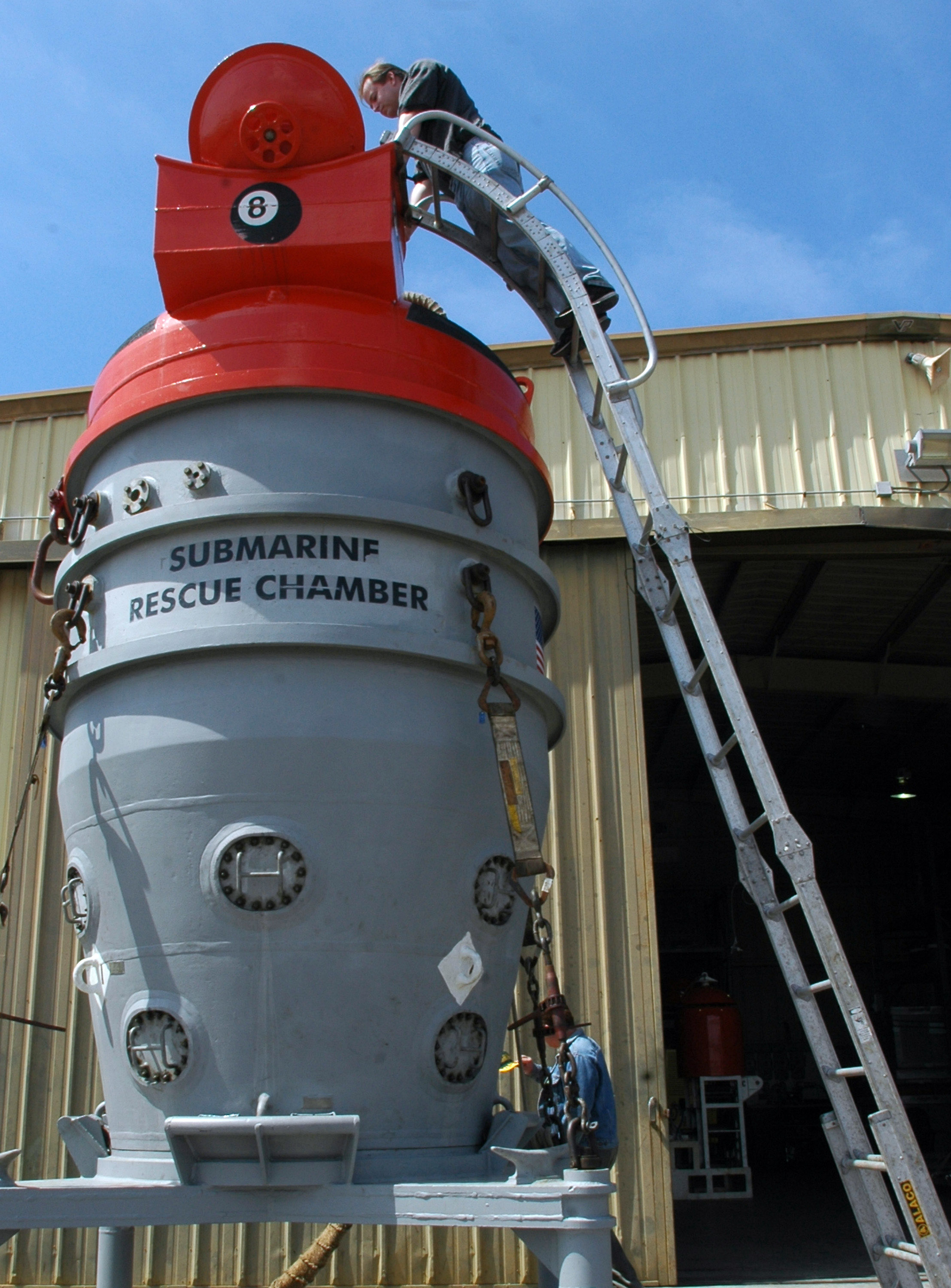
Chambre de sauvetage pour servants de sous-marin

Le Navire de sauvetage de sous-marin sert de navire de soutien de surface pour les opérations de sauvetage sous-marin et de sauvetage en haute mer. Les méthodes employées sont les chambres de sauvetage McCann Rescue Chamber, Deep Submergence Rescue Vehicle (DSRV) et les opérations de plongée en haute mer.

## Navires en service actifs

### Marine brésilienne
- Felinto Perry (K-11)

### Marine chinoise
- Dajiang class

### Marine espagnole
- Après la mise hors service du Kanguro en 1943, l'Espagne n'a plus mis en œuvre ce type de navire ressemblant à un dock flottant mais met en œuvre le Neptuno (A-20) de Classe Amatista avec un robot sous-marin Scorpio ROV. Il est en passe d'être remplacé par un navire moderne de Classe Meteoro nommé BAM-IS (Buque de Acción Marítima de Intervención Subacuática) qui fait l’objet d’un programme de 183 millions d'euros approuvé le 24 novembre 2020 et prévu pour être mis en service en septembre 2024[1].

### Marine grecque
- Atlas (A471)

### Marina Militare
- Italian ship Anteo (A5309)[2],[3]

### Force maritime d'autodéfense japonaise
- Chihaya (ASR-401)
- Fushimi (ASR-402)
- Chihaya (ASR-403)
- Chiyoda (AS-405)

### Marine royale malaisienne
- MV Mega Bakti

### Marine russe
- La Russie dispose d'un ancien navire, le Kommuna, toujours en service, mais annoncé comme détruit par l'Ukraine en avril 2024.

### Marine de Singapour
- MV Swift Rescue

### Marine de la république de Corée
- ROKS Cheonghaejin (ASR 21)

### Marine royale suédoise
- HSwMS Belos (A214)

### Marine turque
- TCG Alemdar (A-582)

### United States Navy
- Mystic-class